# Zoe Cruz
Zoe Cruz,  née le 2 février 1955 est une femme d'affaires américaine d'origine grecque . Elle est banquière et ancienne codirectrice générale de Morgan Stanley.

## Biographie
Rejoignant la division  banque d'investissement en 1982, elle devient la directrice générale en 1990. De 1993 à 2000, elle est la codirectrice de la division des changes .
En 2006, elle est classée comme la dixième femme la plus puissante au monde par le magazine Forbes. Elle est alors connue pour être la femme d'affaires la mieux payée de Wall Street.